# Пчолка (Куюргазинський район)
Пчо́лка (рос. Пчёлка, башк. Пчелка) — присілок у складі Куюргазинського району Башкортостану, Росія. Входить до складу Ленінської сільської ради.
Населення — 2 особи (2010; 9 в 2002).
Національний склад:
- росіяни — 89%